# Ve znamení Monte Christa
Ve znamení Monte Christa (francouzsky Sous le signe de Monte Cristo) je francouzský dobrodružný film z roku 1968 režiséra André Hunebella s Paulem Bargem a Claude Jadeouvou.

## Děj filmu
Za druhé světové války je francouzský odbojář Dantés zrazen svými kolegy a zavřen do vězení Sisteron. Z této pevnosti se mu podaří pomocí kamaráda utéct a pak prchá do Brazílie, kde pracuje v měděných dolech. Tam si najde kamaráda Fariu, který mu předá informace o pohádkovém pokladu. Poznávají mladou ženu Lindu a jejího otce. Když Lindin otec zemře, muži se o mladou ženu postarají. 
Nyní se vracíte do Francie. Tam chtějí odhalit skutečné zrádce - Villeforta, Morcerfa a Caderousse. Endmondova bývalá snoubenka je nyní vdaná za zrádce Morcerfa. Linda dokáže nalákat zrádce Villeforta do šikovné pasti a Edmondova pomsta může začít. 

## Obsazení
- Paul Barge – Edmond Dantès
- Claude Jadeová – Linda
- Anny Dupereyová – Maria
- Pierre Brasseur – Faria
- Michel Auclair – Villefort
- Raymond Pellegrin – Morcerf
- Paul Le Person – Bertuccio